# Cmentarz żydowski w Supraślu
Cmentarz żydowski w Supraślu – kirkut powstał w 1940 roku. Miał powierzchnię 0,15 ha. W czasie okupacji hitlerowskiej został zdewastowany. Nie zachowała się na nim żadna macewa. Obecnie teren kirkutu jest zabudowany.